# Martine Kemp
Martine Kemp (ur. 8 lipca 1994 w Luksemburgu) – luksemburska polityk, posłanka do Parlamentu Europejskiego IX i X kadencji (2023–2024, od 2024).

## Życiorys
Kształciła się na Uniwersytecie Ekonomicznym w Wiedniu oraz na Technische Universität Darmstadt. Pracowała w administracji publicznej. Działaczka Chrześcijańsko-Społecznej Partii Ludowej. Była przewodniczącą partyjnej organizacji uczniowskiej i studenckiej. Została wiceprzewodniczącą młodzieżówki CSJ oraz sekretarzem ugrupowania do spraw międzynarodowych. W październiku 2023 objęła mandat posłanki do PE zwolniony przez Christophe’a Hansena. Dołączyła do frakcji Europejskiej Partii Ludowej. Mandat sprawowała do końca kadencji w lipcu 2024. Powróciła do PE w grudniu tego samego roku, ponownie zastępując Christophe’a Hansena (który przeszedł do pracy w Komisji Europejskiej).